# Principes de Sullivan
Les Principes de Sullivan constituent un code de bonne conduite pour les entreprises étrangères établies en Afrique du Sud dans les années 1970 et années 1980. Elles portent le nom de Léon Howard Sullivan, un pasteur afro-américain membre du conseil d'administration de General Motors.
Les principes de Sullivan, qui ne sont pas obligatoires, consistent à amoindrir la ségrégation sur le lieu de travail. Plus de 300 entreprises américaines établies en Afrique du Sud appliqueront ces règles de conduite. 
Ces principes n'étaient pas révolutionnaires et respectaient le Job reservation act, la loi sud-africaine sur l'emploi favorisant le recrutement des Blancs. Ils demandaient cependant aux sociétés américaines d'appliquer quelques principes simples comme la parité des salaires quelle que soit la race ou l'ethnie, l'absence de ségrégation sur le lieu de travail, la liberté d'association et le droit à la négociation collective. 
À la suite de la publication de ces principes en 1977, les entreprises européennes adoptèrent alors leur propre code de conduite. Dès le début des années 1980, la majorité des entreprises étrangères implantées en Afrique du Sud n'appliquaient plus les lois d'apartheid, sans contrevenir à la législation sud-africaine. Les principes de Sullivan influencèrent d'ailleurs le patronat sud-africain et le gouvernement de Pieter Botha qui, dès 1979, abolissait le Job reservation act et autorisait la formation de syndicats multiraciaux. Si dans l'ensemble des grandes entreprises sud-africaines, l'apartheid est éradiquée au début des années 1980, ce sera moins le cas pour les petites et moyennes entreprises.
En 1984, Sullivan se déclare pourtant déçu constatant que ses principes n'ont pas permis d'influencer fondamentalement le pouvoir politique. Abandonnant ceux-ci, il militera dès lors pour le départ des sociétés américaines et l'imposition de sanctions internationales.
En 1999, il rédige les principes globaux de Sullivan.

## Sources
- Afrique australe, édition Autrement, n°45, avril 1990, p240-242